# Częściowe nieprawidłowe przyłączenie żył płucnych
Częściowe nieprawidłowe przyłączenie żył płucnych (zespół szabli tureckiej, zespół bułata, ang. scimitar syndrome, partially anomalous pulmonary venous return, PAPVR) – choroba polegająca na obecności małego, niedojrzałego prawego płuca z nieprawidłowym spływem żylnym bezpośrednio do żyły głównej dolnej nad przeponą lub pod przeponą oraz częściowym nieprawidłowym unaczynieniem tętniczym płuca prawego pochodzącym z krążenia systemowego. 

## Epidemiologia
Choroba ta występuje rzadko, raz na 100 000 urodzeń, dwukrotnie częściej u dziewczynek.

## Objawy
Wyróżnia się dwie postaci kliniczne choroby. Cięższa jest postać niemowlęca, do rozwoju dochodzi już w pierwszych miesiącach życia, a objawami są zaburzenia łaknienia, tachypnoe i niewydolność krążenia. Śmiertelność sięga 45% przypadków. Postać występująca u dzieci starszych jest bezobjawowa.

## Leczenie
Leczenie jest chirurgiczne i polega na korekcie pierwotnej wady. Należy je podjąć tylko wtedy, gdy występują silne objawy choroby.

## Pochodzenie nazwy
Anglojęzyczna nazwa choroby (oraz wariant nazwy polskiej) pochodzi od kształtu cienia żył płucnych na radiogramie przeglądowym klatki piersiowej, przypominającego bułat.